# Bomberman Land (PlayStation Portable)
Pour les articles homonymes, voir Bomberman Land.
Bomberman Land est un jeu vidéo d'action développé par Racjin et édité par Hudson Soft. Il est sorti en 2007 au Japon et en 2008 en Amérique du Nord et en Europe sur PlayStation Portable.